# Amphicercidus lonicericola
Amphicercidus lonicericola är en insektsart. Amphicercidus lonicericola ingår i släktet Amphicercidus och familjen långrörsbladlöss. Inga underarter finns listade i Catalogue of Life.